# Geschützter Landschaftsbestandteil Lindenallee zur Feldlage

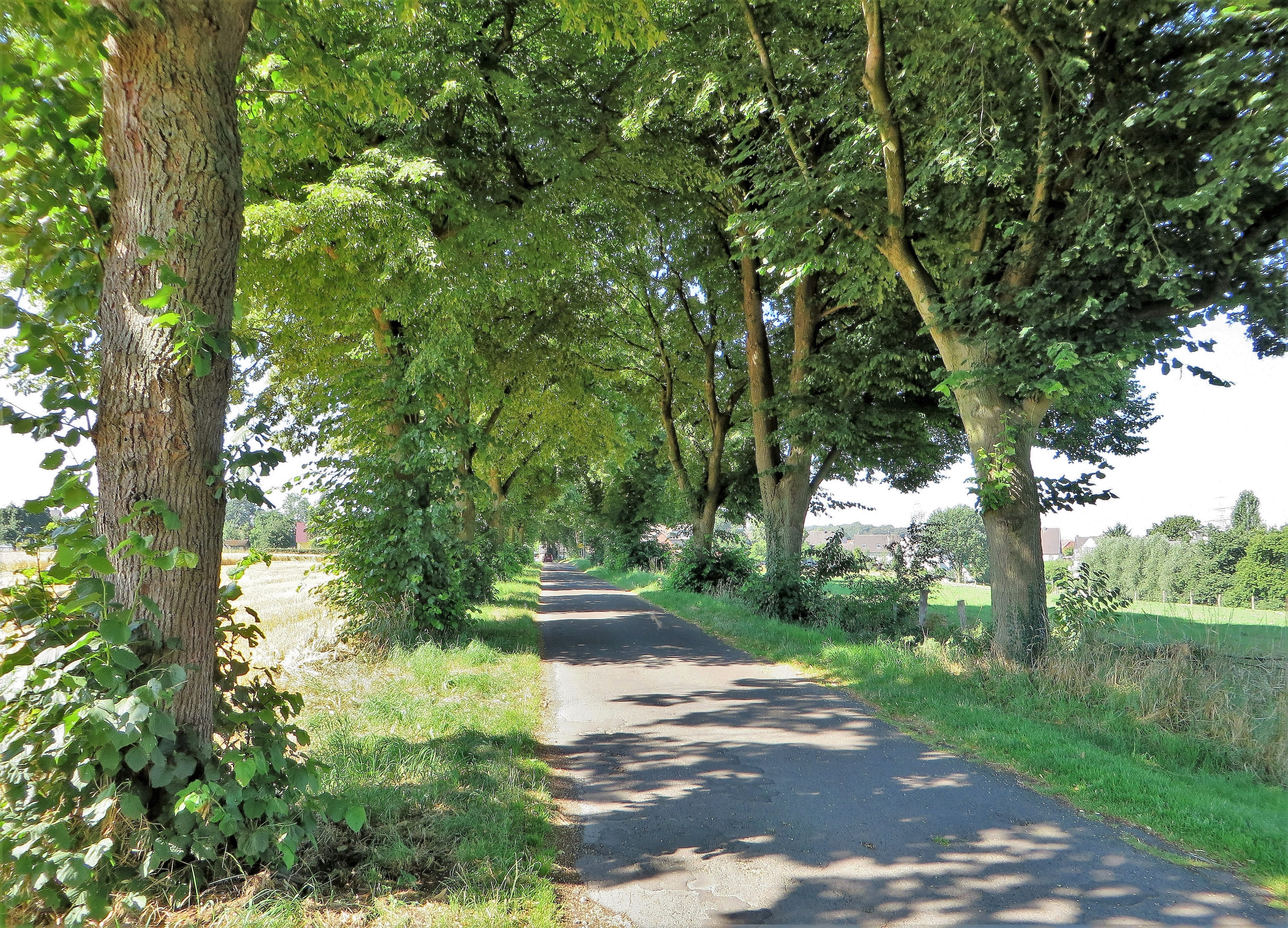
Geschützter Landschaftsbestandteil Lindenallee zur Feldlage

Der Geschützte Landschaftsbestandteil Lindenallee zur Feldlage mit einer Flächengröße von 0,84 ha befindet sich nordöstlich von Garenfeld auf dem Gebiet der kreisfreien Stadt Hagen in Nordrhein-Westfalen. Der LB wurde 1994 mit dem Landschaftsplan der Stadt Hagen vom Stadtrat von Hagen ausgewiesen. Die Lindenallee hat eine Länge von 750 m entlang der Straße Zur Feldlage.

## Schutzzweck
Laut Landschaftsplan erfolgte die Ausweisung „zur Sicherung der Leistungsfähigkeit des Naturhaushalts durch Erhalt eines arten- und strukturreichen Gehölzbestandes mit mächtigen Althölzern als Nist-, Brut-, Nahrungs- und Rückzugsraum insbesondere für Vögel und Kleinsäuger der Feldflur und zur Gliederung, Belebung und Pflege des Landschaftsbildes durch Erhalt prägender Landschaftselemente.“

## Gebot im LB
Zusätzlich zu den Verboten und Geboten für alle Geschützten Landschaftsbestandteile in Hagen, wurde für dieses LB im Landschaftsplan das Gebot Pflege der Bäume und Schließen der Lücken durch Neuanpflanzung von Linden festgeschrieben.